# Nicolas Levieux
Pour les articles homonymes, voir Levieux.
Nicolas Levieux (1617-1678), dit Nicolas Levieux de Hauteville, né vers 1617 probablement à Paris où il est mort vers 1678, est un Lieutenant Général de Québec, sous le mandat du Charles de Lauzon de Charney, Gouverneur de la Nouvelle-France.

## Biographie
Nicolas Levieux est le fils de Nicolas Levieux, seigneur de La Motte d'Égry et de La Hauteville.
Il a épousé, le 10 septembre 1654 dans la paroisse Notre-Dame de Québec, Marie Renaudin de La Blanchetière, fille de Vincent Renaudin, procureur au siège présidial de Nantes, et de Françoise d'Ouary ; de cette union sont nés le 13 septembre 1655 à Ville du Québec leurs filles Marie-Paule et Elizabeth, et leur fils Paul-Vincent Levieux Renaudin, né en 1658 à Paris.
Nicolas Levieux est arrivé le 13 octobre 1651 à Québec, comme administrateur de Lemaire à Merommont, et secrétaire de Lauson, et promu Lieutenant-général civil et criminel de la Sénéchaussée de Québec entre 1651-1656. Le 1er juillet 1652, le roi de France Louis XIII, lui accorde le privilège de posséder des terres en Nouvelle-France lui donnant accès à la concession d'un site sur le quai de Québec et à l'achat du terrain le 20 septembre 1652, son fief s'appelait la Cabane aux Taupiers, puis, à la suite de son titre de noblesse, s'appelait le fief des Hauteville à Québec.
Il finit par la fin de sa mission diplomatique avec sa famille en France, probablement arrivé en Normandie en juin 1656 avec son épouse, Marie Renaudin de La Blanchetière, et leur fille, Marie-Paule Levieux Renaudin, accompagnée de Jean de Lauson.
Encore une fois en France, Nicolas Levieux est devenu avocat au Parlement de Paris. Le dernier enregistrement indiquait qu'en 1670, Nicolas et sa famille étaient résidents de la paroisse de Saint-André-des-Arts à Paris, en France.

## Héritage
De son vaste travail sur le territoire de la Nouvelle-France, il y a archivé un grand volume de documents financiers et administratifs qui ont fini par faire partie de la fondation de la province de Québec et du Canada. À la suite de ses démarches, son fils a continué son travail en France, tandis que sa belle Claire Levieux, fille de son frère Pierre Levieux, sieur de Collanges, et Jeanne Legrand, est allée au Canada en tant que Filles du Roy et a épousé le 2 septembre, 1670, à Sainte Famille, Ile d'Orléans, le colonel Pierre Neveu. La famille de Claire Levieux a élu domicile près du Monastère dans l'arrondissement Faubourg des Récollets de la Ville de Montréal, Québec, et a continué l'héritage de la famille au Canada.